# Миссия невыполнима (сезон 5)
Пятый сезон оригинального «Миссия невыполнима» изначально выходил в эфир по субботам в 7:30—8:30 вечера с 19 сентября 1970 года по 6 марта 1971 года. Эпизод «Торговец» изначально вышел в эфир в воскресенье, 17 марта 1971 года в то же время.

## В ролях
| Персонаж                | Актёр            | Основной                               | Периодический |
| ----------------------- | ---------------- | -------------------------------------- | ------------- |
| Джим Фелпс              | Питер Грейвс     | Весь сезон                             |               |
| Пэрис                   | Леонард Нимой    | Весь сезон                             |               |
| Дана Ламберт            | Лесли Энн Уоррен | Весь сезон                             |               |
| Бернард «Барни» Кольер  | Грег Моррис      | Весь сезон                             |               |
| Вильям «Вилли» Армитадж | Питер Люпус      | Эпизоды 1—4, 7—8, 12, 15—16, 18, 21—23 |               |
| доктор Даг Роберт       | Сэм Эллиотт      | Эпизоды 5—6, 9—11, 13—14, 17, 19—20    | Эпизод 22     |

## Серии
| №                                                                           | #  | Название                                   | Режиссёр          | Сценарист                                                                    | Дата выхода в эфир | Prod. No. |
| --------------------------------------------------------------------------- | -- | ------------------------------------------ | ----------------- | ---------------------------------------------------------------------------- | ------------------ | --------- |
| 105                                                                         | 1  | «Убийца» «The Killer»                      | Пол Красни        | Артур Вайс                                                                   | 19 сентября 1970   | 105       |
| 106                                                                         | 2  | «Изнанка» «Flip Side»                      | Джон Мокси        | Джексон Гиллис                                                               | 26 сентября 1970   | 106       |
| 107                                                                         | 3  | «Отравители» «The Innocent»                | Джон Мокси        | Телеспектакль: Марк Норман и Лоренс Хит Рассказ: Марк Норман                 | 3 октября 1970     | 108       |
| 108                                                                         | 4  | «Возвращение домой» «Homecoming»           | Реза С. Бадийи    | Лоренс Хит                                                                   | 10 октября 1970    | 103       |
| 109                                                                         | 5  | «Полёт» «Flight»                           | Барри Крейн       | Телеспектакль: Гарольд Ливингстон Рассказ: Ли Вэнс                           | 17 октября 1970    | 110       |
| 110                                                                         | 6  | «Мой друг, мой враг» «My Friend, My Enemy» | Джералд Майер     | Телеспектакль: Джин Р. Кирни Рассказ: Уильям Вуд и Джин Р. Кирни             | 25 октября 1970    | 107       |
| 111                                                                         | 7  | «Бабочка» «Butterfly»                      | Джералд Майер     | Телеспектакль: Эрик Берковики и Джерри Людвиг Рассказ: Шелдон Старк          | 31 октября 1970    | 102       |
| 112                                                                         | 8  | «Приманка» «Decoy»                         | Сеймур Робби      | Джон Д. Ф. Уайт                                                              | 7 ноября 1970      | 109       |
| 113                                                                         | 9  | «Любитель» «The Amateur»                   | Пол Красни        | Эд Адамсон                                                                   | 14 ноября 1970     | 112       |
| 114                                                                         | 10 | «Загнанный» «Hunted»                       | Терри Бекер       | Хелен Хоблок Томпсон                                                         | 21 ноября 1970     | 111       |
| 115                                                                         | 11 | «Мятежник» «The Rebel»                     | Барри Крэйн       | Телеспектакль: Кен Петтас Рассказ: Норман Катков и Кен Петтас                | 28 ноября 1970     | 104       |
| 116                                                                         | 12 | «Наследник» «Squeeze Play»                 | Вирджил В. Вогель | Телеспектакль: Дэвид Моуссингер Рассказ: Уолтер Бро и Дэвид Моуссингер       | 12 декабря 1970    | 114       |
| 117                                                                         | 13 | «Заложник» «The Hostage»                   | Барри Крэйн       | Гарольд Ливингстон                                                           | 19 декабря 1970    | 117       |
| 118                                                                         | 14 | «Захват» «Takeover»                        | Вирджил В. Вогель | Телеспектакль: Артур Вайс Рассказ: Джерри Томас и Артур Вайс                 | 2 января 1971      | 118       |
| 119                                                                         | 15 | «Кошачья лапа» «Cat’s Paw»                 | Вирджил В. Вогель | Говард Браун                                                                 | 9 января 1971      | 116       |
| IMF помогает Барни отомстить за убийство своего старшего брата «белой Моб». |    |                                            |                   |                                                                              |                    |           |
| 120                                                                         | 16 | «Ракета» «The Missile»                     | Чарльз Р. Рондо   | Артур Вайс                                                                   | 16 января 1971     | 119       |
| 121                                                                         | 17 | «Минное поле» «The Field»                  | Реза С. Бадийи    | Телеспектакль: Уэсли Лау Рассказ: Джуди Бёрнс и Уэсли Лау                    | 23 января 1971     | 121       |
| 122                                                                         | 18 | «Взрыв» «Blast»                            | Саттон Роли       | Джеймс Л. Хендерсон Сэмюэль Роэка                                            | 30 января 1971     | 122       |
| 123                                                                         | 19 | «Саркофаг» «The Catafalque»                | Барри Крэйн       | Пол Плейдон                                                                  | 6 февраля 1971     | 113       |
| 124                                                                         | 20 | «Китара» «Kitara»                          | Мюррей Голден     | Манн Рубин                                                                   | 20 февраля 1971    | 120       |
| 125                                                                         | 21 | «История с призраком» «A Ghost Story»      | Реза С. Бадийи    | Телеспектакль: Эд Адамсон и Кен Петтас Рассказ: Джон Д. Ф. Уайт и Эд Адамсон | 27 февраля 1971    | 123       |
| 126                                                                         | 22 | «Приём» «The Party»                        | Мюррей Голден     | Гарольд Ливингстон                                                           | 6 марта 1971       | 124       |
| 127                                                                         | 23 | «Торговец» «The Merchant»                  | Леон Бенсон       | Гарольд Ливингстон                                                           | 17 марта 1971      | 115       |